# Javasabeltimalia
Javasabeltimalia (Pomatorhinus montanus) är en fågel i familjen timalior inom ordningen tättingar.

## Utseende
Javasabeltimalian är en rätt liten (19–21 cm) och bjärt färgad sabeltiamlia med ljusa ögon och relativt kort nedåtböjd näbb. Ovansidan och flankerna är djupt kastanjebruna, medan undersida är vit. På huvudet syns svart kind, grå hjässa och ett långt, vitt ögonbrynsstreck. Mycket lika sundasabeltimalian är något mindre, med tydligare ögonbrynsstreck och mer bjärt rödbrunt, dock mörkare vingar och stjärt.

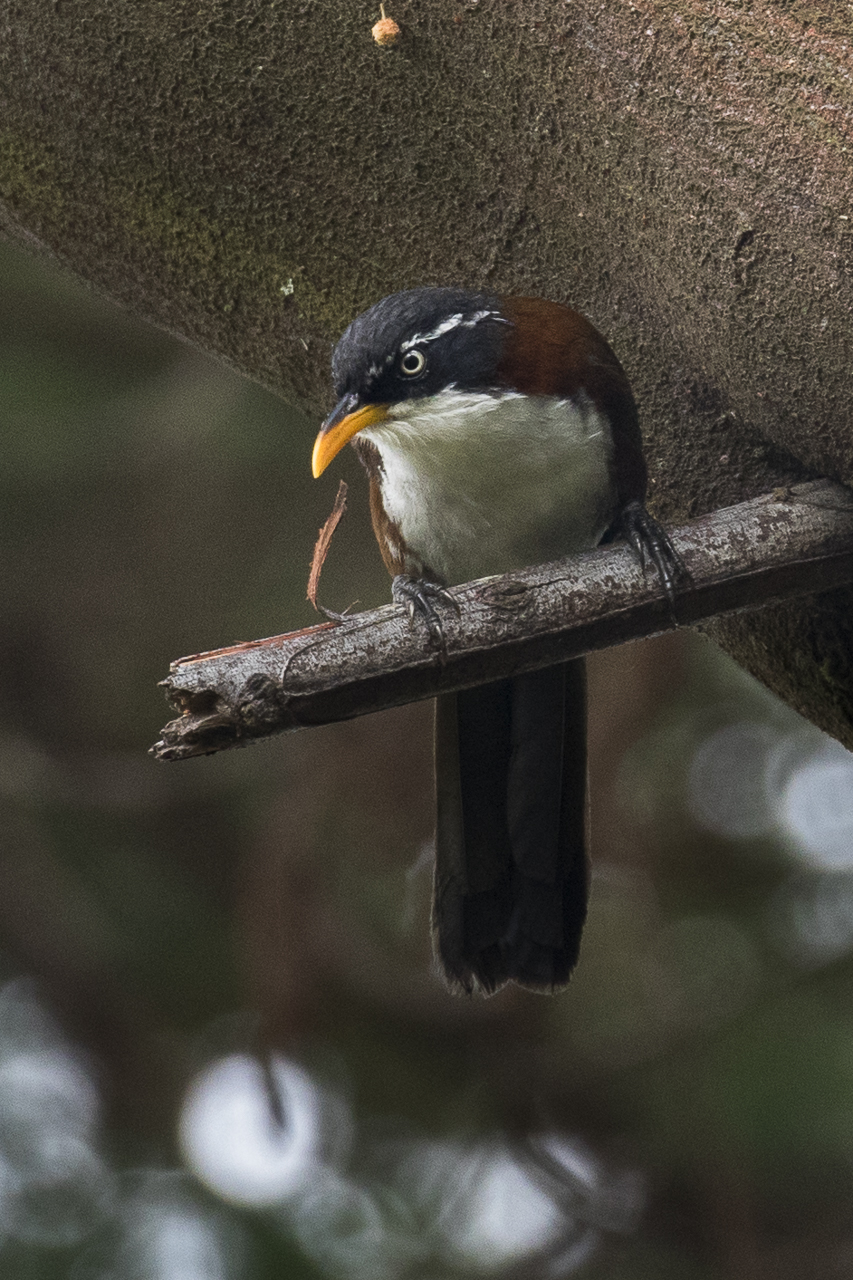

## Utbredning och systematik
Javasabeltimalia delas in i två underarter med följande utbredning:
- Pomatorhinus montanus ottolanderi – förekommer på östra Java och Bali
- Pomatorhinus montanus montanus – förekommer på västra och centrala Java

Tidigare inkluderades sundasabeltimalian (Pomatorhinus bornensis) i arten, men denna urskiljs allt oftare som egen art.

## Status
Javasabeltimalian hotas av utrotning till följd av fångst för burfågelindustrin. IUCN kategoriserar arten som sårbar.